# Jubilate Deo omnis terra

Jubilate Deo omnis terra est un célèbre motet du compositeur Cristóbal de Morales (1500-1553). Il fut créé en 1538 à la demande du pape Paul III (Alexandre Farnèse), afin de célébrer la trêve dans le conflit opposant Charles Quint et François 1er.

## Contexte de création
Le pape Paul III souhaitait rapprocher les deux principales puissances chrétiennes du temps. Grâce à l'intercession du souverain pontife, François 1er, roi de France, et Charles Quint, empereur romain germanique, signent en 1538, à Nice, une trêve de dix ans.
Partisan d'une réconciliation entre ces deux puissances, le pape en déplacement pour l’occasion est accompagné du compositeur Cristobal de Moralès. Cet évènement capital dans le contexte politique international donna lieu à la création du motet Jubilate Deo omnis terra afin de célébrer ce moment. 
Publiée en 1547, cette œuvre de circonstance fut très populaire et eut une grande postérité. Elle devint vite un modèle d’inspiration pour les disciples du compositeur.

## Texte
Le texte est librement inspiré du psaume 100 (99) d’action de grâce. Psaume de louange ou d’action de grâce exprimant l’exaltation de Dieu par tous les hommes.
Les voix se mêlent et louent les mérites du pape, de l’empereur et du roi, elles demandent aux peuples de prier Dieu à qui l'on doit le retour de la paix.
Jubilate Deo omnis terra,

cantate omnes, jubilate et psallite

quoniam suadente Paulo,

Carolus et Franciscus,

principes terrae,

convenerunt in unum

et pax de caelo descendit.

 

O felix aetas, O felix Paule,

O vos felices principes

qui christiano populo,

pacem tradidistis.

Vivat Paulus! Vivat Carolus!

Vivat Franciscus!

Vivant, vivant simul

et pacem nobis donent in aeternum!

## Traduction
Que toute la terre célèbre Dieu

Chantez tous, célébrez et entonnez des psaumes,

Puisque ainsi nous y invitent Paul,

Charles et François,

Princes de la terre

Qui se sont accordés

Pour que la paix descende du ciel.

Oh temps heureux !

Oh heureux Paul

Et vous princes heureux

Qui avez apporté la paix au peuple chrétien

Vive Paul ! Vive Charles !

Vive François !

Qu’ils vivent, qu’ils vivent

Et en même temps nous donnent la paix pour l’éternité.

## Discographie
- Dinastia Borgia. Chiesa e potere nel Rinascimento, La Capella Reial de Catalunya – Hesperion XXI, J. Savall, Allia Vox, 2010.
- The Flowering of Renaissance Choral Music, Bruno Turner and Pro Cantione Antiqua, Bruno Turner, Archiv Produktion, Deutsche Grammophon, 1994.